# Ségbana (arrondissement)
Ségbana är ett arrondissement i kommunen Ségbana i Benin. Den hade 16 115 invånare år 2002.